# Sandillon
Sandillon ist eine französische Gemeinde mit 4209 Einwohnern (Stand: 1. Januar 2022) im Département Loiret in der Region Centre-Val de Loire. Sie gehört zum Arrondissement  und zum Kanton Saint-Jean-le-Blanc. Die Einwohner nennen sich Sandillonnais(es).

## Geographie
Die Gemeinde Sandillon liegt an der Loire in der Landschaft Sologne, etwa zwölf Kilometer östlich von Orléans und ist damit Teil des UNESCO-Welterbes Val de Loire. Durch den Süden der Gemeinde verläuft der Fluss Dhuy. Umgeben wird Sandillon von den Nachbargemeinden Bou im Norden, Darvoy und Jargeau im Nordosten, Férolles im Osten, Vienne-en-Val im Südosten, Marcilly-en-Villette im Süden, Saint-Cyr-en-Val im Südwesten und Westen, Saint-Jean-le-Blanc im Westen sowie Saint-Denis-en-Val im Nordwesten.

## Bevölkerungsentwicklung
| Jahr      | 1962 | 1968 | 1975 | 1982 | 1990 | 1999 | 2006 | 2015 | 2022 |
| Einwohner | 1393 | 1440 | 1744 | 2562 | 3000 | 3405 | 3578 | 3908 | 4209 |

## Sehenswürdigkeiten
- Kirche Saint-Aignan, errichtet 1861, nachdem die Kirche Saint-Patrice im Jahre 1835 zerstört wurde
- Schloss Champvallins aus dem 16. und 19. Jahrhundert
- Schloss Gamereau aus dem 16., 17. und 18. Jahrhundert
- Schloss Puchesse aus dem 19. Jahrhundert mit der Kapelle aus dem Jahr 1640
- Schloss Allou
- Schloss Le Gamereau
- Schloss Bardy
- Le Château Rouge
- Domäne La Porte aus dem 18. Jahrhundert
- Anwesen Petit-Marmogne aus dem 16. Jahrhundert
- Anwesen Diot aus dem 19. Jahrhundert
- Ruinen des Métaire des Chanoines, Haus der Isabelle Devouton
- Gutshöfe Gabereau, Mongy und Closeux aus dem 19. Jahrhundert
- Erinnerungsstele Maquis de Samatha an die Resistance im Zweiten Weltkrieg
- Wasserturm

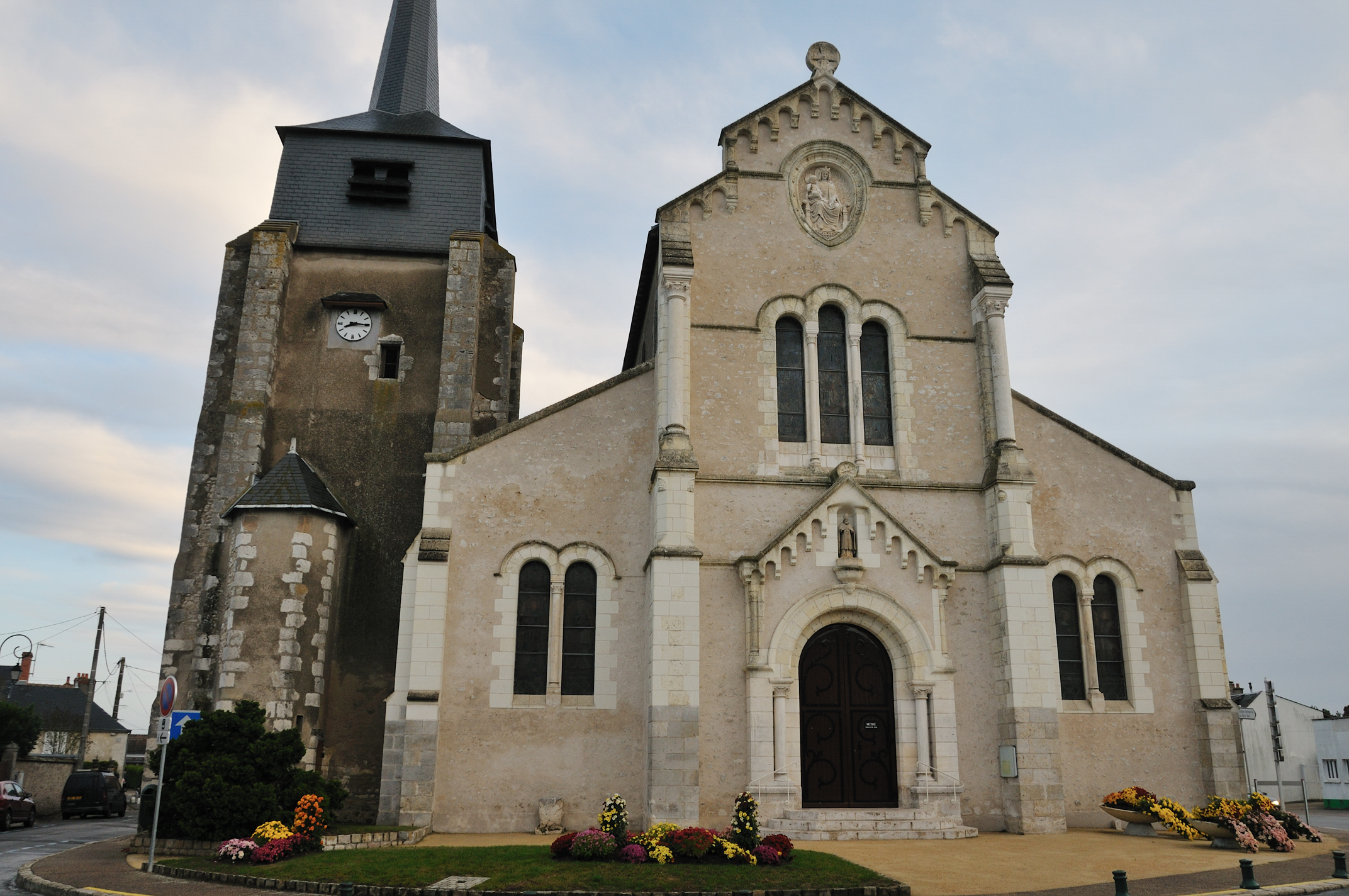
Kirche Saint-Aignan
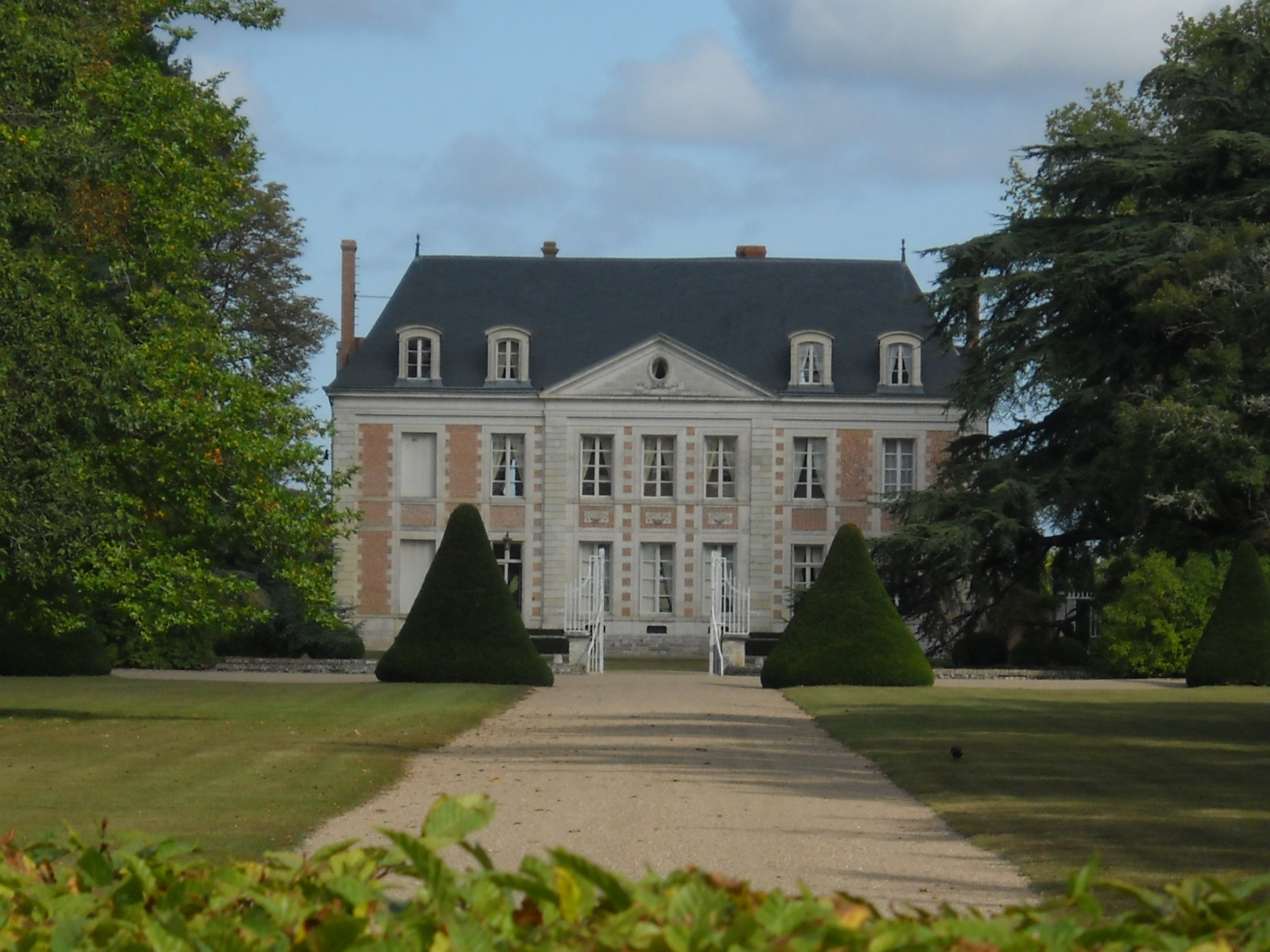
Schloss La Porte
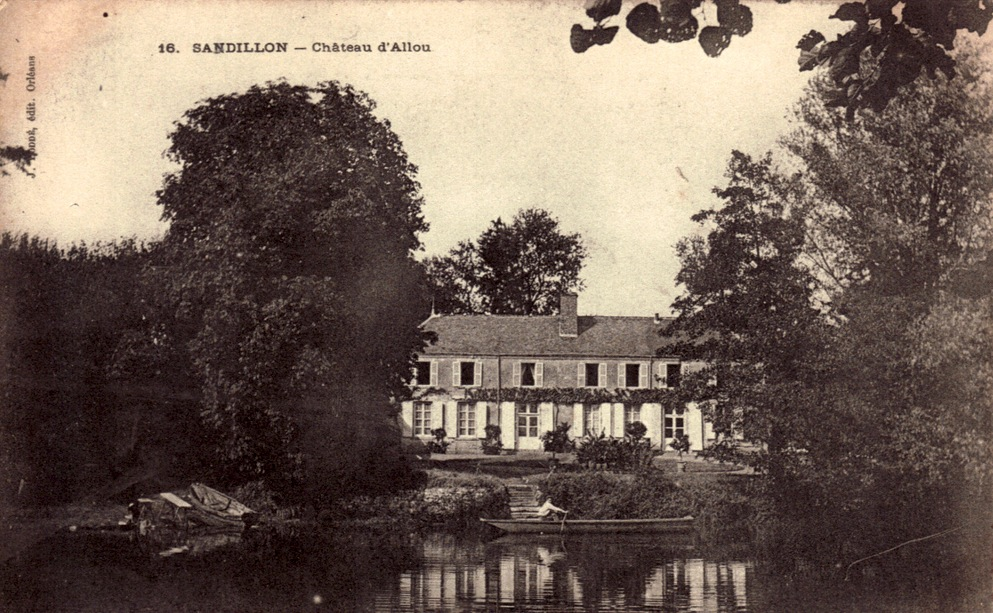
Schloss Allou
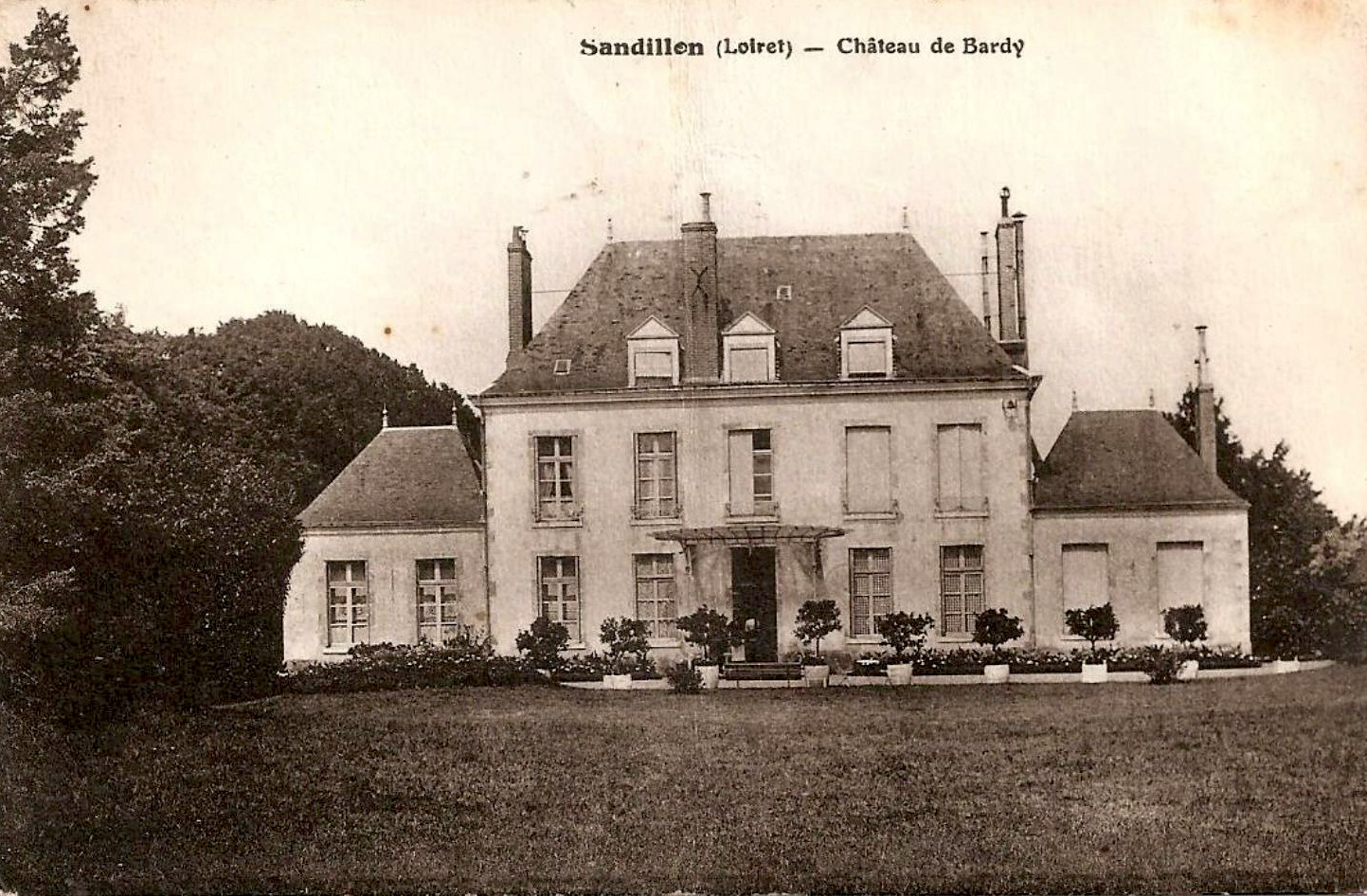
Schloss Bardy

## Persönlichkeiten
- Isabelle Rommée (1377–1458), Mutter von Jeanne d’Arc (Johanna von Orléans)